# 출발! 강원대행진
안수경의 출발! 강원대행진은 TBN 강원교통방송(원주 FM 105.9MHz, 춘천 FM 103.7MHz, 강릉 FM 105.5MHz, 양양 FM 95.1MHz, 동해 FM 95.3MHz, 평창 FM 89.3MHz)에서 평일 아침 7시부터 아침 8시 53분까지 방송되는 강원권 지역의 출근길 아침 라디오 프로그램이다.

## 프로그램 소개
- 강원교통방송의 대표 출근길 프로그램으로 교통정보, 교통안전, 국민안전 정보와 함께 강원 지역 관련 유익한 정보도 준비돼 있습니다. 출근길에 들을 수 있는 유익한 정보들과 함께 활력 넘치는 코너 들으면서 오늘도 힘찬 하루 시작해 보세요~

## 코너소개

### 매일 코너
- 뉴스 모아 - 밤 사이 있었던 뉴스 알려드립니다.
- 고소한 수다 잇-슈 - 프로참견러 지니의 시각에서 바라본 온·오프라인 화제의 이슈
- 지금 우리 강원은 - 지역 기자가 전하는 강원권 아침 뉴스 (강원일보 김현아 기자 / 중앙일보 박진호 강원주재기자)
- 출발! 더하기 퀴즈 - 청취자 여러분의 지식을 더해 줄 퀴즈시간
- 통신원 연결 - 통신원 연결

## 요일 코너

### 월요일
- 생·기를 부탁해 : 이번주의 생활과 기상 정보 전달하는 시간 (맹소영 기상칼럼니스트)
- 박찬규의 it 모빌리티 : 세상에 움직이는 모든 모빌리티의 최신 소식을 전하는 시간 (머니S 산업팀 박찬규 팀장)

### 화요일
- 키워드로 보는 경제 : 키워드로 보는 경제 이슈를 알기 쉽게 풀어주는 시간(매일경제 안서진 기자)
- 노인생활백서 : 슬기로운 노년생활을 위한 제언 및 각종 정책을 알아보는 시간 (강대호 시니어 칼럼니스트)

### 수요일
- 안전골든액션 : 재난재해발생시 행동요령 안내(안전전문가협회 이송규 회장)
- 빅데이터로 보는 트렌드 : 빅데이터를 통해 바라본 요즘 트렌드 (김헌식 문화평론가)

### 목요일
- 맞춤건강 한방해결 : 내 몸에 맞는 한방 건강 상식 코너(김한겸 한의사)
- 노세노세 알고노세 : 노무와 세무상식을 전달하는 시간(이경민 노무사, 박형규 세무사)

### 금요일
- 착 붙는 인터뷰 : 주요 도내 이슈를 현장의 목소리를 다 들어보는 인터뷰 (격주)
- 괜찮아, 보호구역이야 : 원주시내 교통약자 보호구역 실태 취재 코너(김소혜 리포터, 격주)
- 스포츠 핫 클릭 : 국내외 스포츠를 뜨겁게 달군 이슈 소개(스포츠W 임재훈 편집장)